# Сонрель, Элизабет
Элизабет Сонрель (фр. Élisabeth Sonrel; 1874—1953) — французская художница-символистка.

## Биография
Элизабет была дочерью французского военного медика и художника-любителя Стефана Сонреля из Тура, у которого она и получила первые навыки живописи. Дальнейшее обучение Элизабет продолжила в Париже, став ученицей известного художника Жюля Лефевра в его Школе изящных искусств. В музее Тура хранится первая дипломная работа Элизабет, выполненная ею в 1892 году в возрасте 18 лет. Она посетила Италию, города Рим и Флоренцию, где попала под влияние живописи художников эпохи Возрождения. Особенно глубоко она восхищалась Сандро Боттичелли. Также её вдохновляли романтические легенды о короле Артуре, библейские сюжеты, древние и средневековые легенды о любви. Эти мотивы прослеживаются в работах Элизабет на протяжении всего её творчества.
Работы с мистическими сюжетами, такие, как «Блуждающие души» (1894), «Духи бездны» (1899), а также «Юная девушка c гобеленом», написаны под влиянием известного французского художника-символиста Эдгара Максенса. Однако Элизабет не присоединяется к движению символистов, иногда полностью игнорируя его в своих работах. Большинство акварелей Элизабет несут в себе образ идеализированной женщины, написанный с интенсивностью прерафаэлитов. Её произведения написаны во многих стилях — модерн, символизм, прерафаэлитизм; по содержанию — это в основном фантастические сюжеты.
После 1900 года Сонрель занялась в основном портретной живописью, пейзажами Бретани и цветами. Серия цветов («Цветы полей», «Цветы гор», «Цветы воды», «Цветы садов») и серия «Времена года», своей атрибутикой (орнаменты, костюмы) чётко указывают на стиль ар-нуво и вызывают ассоциации с картинами Альфонса Мухи.
Произведения Элизабет Сонрель были широко известны в своё время, выставлялись в салонах, на вернисажах и в рамках Всемирной выставки 1900 года в Париже. Большая часть её работ была репродуцирована на открытках.
С 1893 года работы Сонрель экспонировались в Парижском салоне; последняя выставка Элизабет Сонрель в Салоне состоялась в 1941 году, когда ей исполнилось 67 лет. Также её картины экспонировались на выставке в Ливерпуле.
Творчество художницы, столь популярной при жизни, было забыто почти на полвека после её смерти в 1953 году. Только в последние годы её работы вновь получили должное внимание. Её картина «Шествие Флоры» представлена во французском провинциальном музее изящных искусств в Мюлузе и вызывает ассоциации с бледным тоном и стилем Боттичелли.